# Senecio transiens
Senecio transiens là một loài thực vật có hoa trong họ Cúc. Loài này được (Rouy) Jeanm. mô tả khoa học đầu tiên năm 2003.